# Альма-матер
А́льма-ма́тер (лат. Alma mater, дословно — «кормящая мать» или «мать-кормилица») — старинное название учебных заведений, обычно университетов, которые изначально давали в основном теологическое и философское образование.
В современной лексике образно означает учебное заведение, в котором человек получал или получает образование; для профессиональных учёных — место их наибольшей занятости. Употребляется то в ласкательном, то в шутливом смысле.
Альма (Alma — «питающая, кормилица, любящая») — прилагательное, часто употребляемое римскими поэтами для обозначения тех богинь, которые благосклонны к людям (Церера, Венера). Эпитет этот давался также матери богов — Кибеле (Цибеле). Отсюда выражение Alma mater, перенесённое на университеты, подателей научной пищи.
В Оксфордском латинском словаре эта фраза приписывается Лукрецию.
В философской поэме De rerum natura она используется как эпитет для описания богини земли:

Denique caelesti sumus omnes semine oriundi
Мы все произошли от этого небесного семени,
omnibus ille idem pater est, und alma liquentis
у всех нас есть один и тот же отец, от которого земля,
umoris guttas mater cum terra recepit
питающая мать, получает капли жидкой влаги.
После падения Рима этот термин вошёл в христианское литургическое употребление в связи с Девой Марией. Alma Redemptoris Mater — известный антифон XI века, посвящённый Пречистой Преблагословенной Деве Марии.